# 1984 (rivista statunitense)
1984 (poi 1994) è stata una rivista di fumetti di fantascienza pubblicata negli Stati Uniti d'America dalla Warren Publishing dal 1978 al 1983. La testata venne modificata in 1994 dal n. 11 di febbraio 1980 e venne edita fino al n. 29 di febbraio 1983 quando cessò a seguito del fallimento dell'editore.